# ...mais à part ça, tout va très bien
...mais à part ça, tout va très bien (titre original : Quicker Than the Eye) est un recueil de nouvelles appartenant aux genres fantastique et science-fiction de l'auteur américain Ray Bradbury publié pour la première fois aux États-Unis en 1996 chez l'éditeur Avon.
En France, il est publié en 1997 aux éditions Denoël dans la collection Présences, traduit par Hélène Collon.
Il est composé de nouvelles inédites et d'autres déjà parues dans des magazines américains, principalement dans les années 1990, à l'exception de L'Électrocution, publiée en 1946, et La Marelle dont une première version a paru en 1979.  

## Différentes éditions françaises
- Denoël, collection Présences no 37, septembre 1997, 304 pages[2]
- Gallimard, collection Folio, 1999

## Liste des nouvelles
1. Le Chien est mort, mais à part ça tout va très bien (No News or What Killed the Dog?)
Première publication dans American Way, octobre 1994
2. Unterderseaboat Doktor (Unterseeboot Doktor / Unterderseaboat Doktor)
Première publication dans Playboy, janvier 1994
3. Échelle de Sakharov/Richter (Zaharoff/Richter Mark V)
Inédit
4. Qui se souvient de Sacha ? (Remember Sascha?)
Inédit
5. Dans de beaux draps (Another Fine Mess)
Première publication dans The Magazine of Fantasy & Science Fiction, avril 1995
6. L'Électrocution (The Electrocution)
Première publication dans The Californian, août 1946
7. La Marelle (Hopscotch)
Première publication sous le titre A Summer Day dans Redbook, août 1979
8. Pas vu pas pris (The Finnegan)
Première publication dans The Magazine of Fantasy & Science Fiction, novembre 1996
9. Une femme sur la pelouse (That Woman on the Lawn)
Première publication dans The Magazine of Fantasy & Science Fiction, août 1996
10. Meurtres en douceur (The Very Gentle Murders)
Inédit
11. Mademoiselle Vif-Argent (Quicker Than the Eye)
Première publication dans l'anthologie David Copperfield's Tales of the Impossible, 1995
12. Dorian in Excelsus (Dorian in Excelsis)
Première publication dans The Magazine of Fantasy & Science Fiction, septembre 1995
13. L'Autre Route (The Other Highway)
Inédit
14. La Porte aux Sorcières (The Witch Door)
Première publication dans Playboy, décembre 1995
15. Le Fantôme dans la machine (The Ghost in the Machine)
Inédit
16. À neuf ans neuf ans et demi (At the End of the Ninth Year)
Inédit
17. Bug (Bug)
Inédit
18. Cette fois-ci, Legato (Once More, Legato)
Première publication dans Omni, automne 1995
19. Échange (Exchange)
Inédit
20. Terre à donner (Free Dirt)
Première publication dans American Way, octobre 1996
21. Les Derniers Sacrements (Last Rites)
Première publication dans The Magazine of Fantasy & Science Fiction, décembre 1994
22. Hâtons-nous de vivre - En guise de postface (Make Haste to Live: An Afterword)
Postface inédite